# Régiment des chasseurs du Hainaut
Pour les articles homonymes, voir Régiment de Hainaut (homonymie).
Le régiment des chasseurs du Hainaut (ou de Hainault) est un régiment de cavalerie du royaume de France, de la République française et du Premier Empire, créé en 1676.

## Création et différentes dénominations
- 13 mars 1676 : création du régiment d’Audigeau dragons
- 26 avril 1678 : renommé régiment d’Asfeld dragons
- 14 janvier 1696 : renommé régiment de Hautefort dragons
- 1709 : renommé régiment de Sommery dragons
- 3 mai 1731 : renommé régiment de La Suze dragons
- 8 juin 1744 : renommé régiment d’Asfeld dragons
- 1er février 1749 : renommé régiment de Thianges dragons
- 1761 : renommé régiment de Chapt dragons
- 1764 : renommé régiment de Belsunce dragons
- 1782 : renommé régiment de Ségur dragons
- 17 mars 1788 : transformé en chasseurs, le régiment des chasseurs du Hainaut
- 1er janvier 1791 : renommé 5e régiment de chasseurs
- 24 septembre 1803 : renommé 5e régiment de chasseurs à cheval
- 1814 : renommé régiment des chasseurs d’Angoulême
- 1815 : renommé 5e régiment de chasseurs à cheval
- 1815 : licencié

## Équipement

### Guidons
4 guidons « de ſoye rouge, Soleil au milieu brodé en or, & frangez d’or ».

### Habillement

Uniformes de dragons
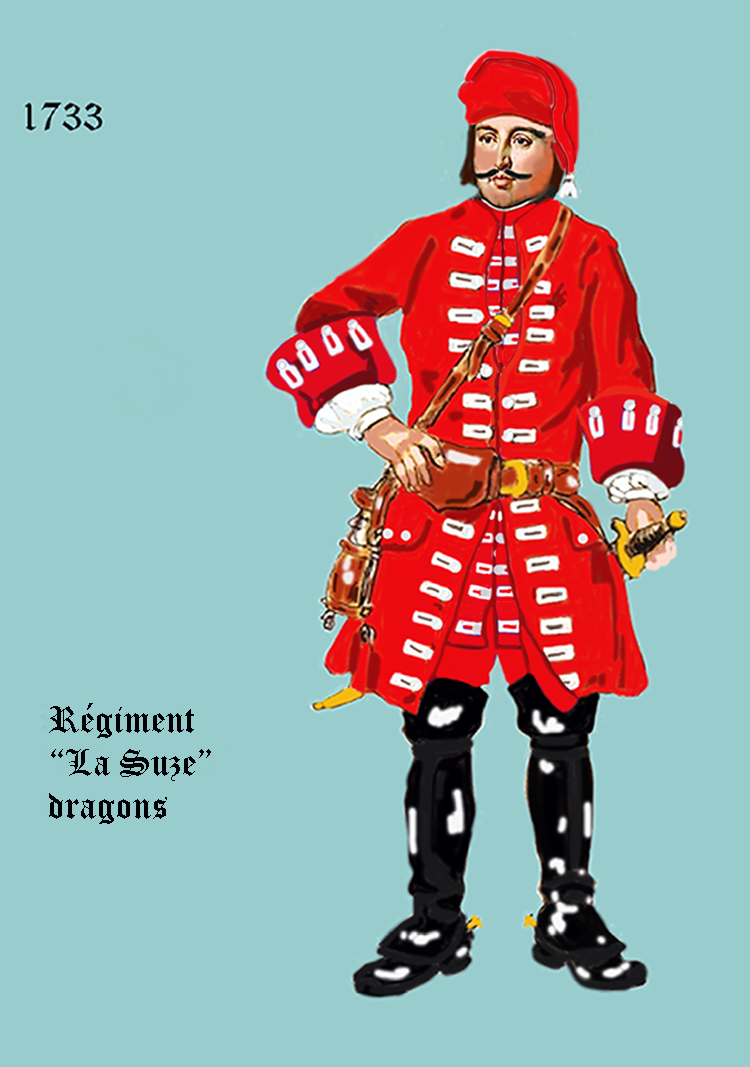
régiment de La Suze dragons de 1733 à 1744
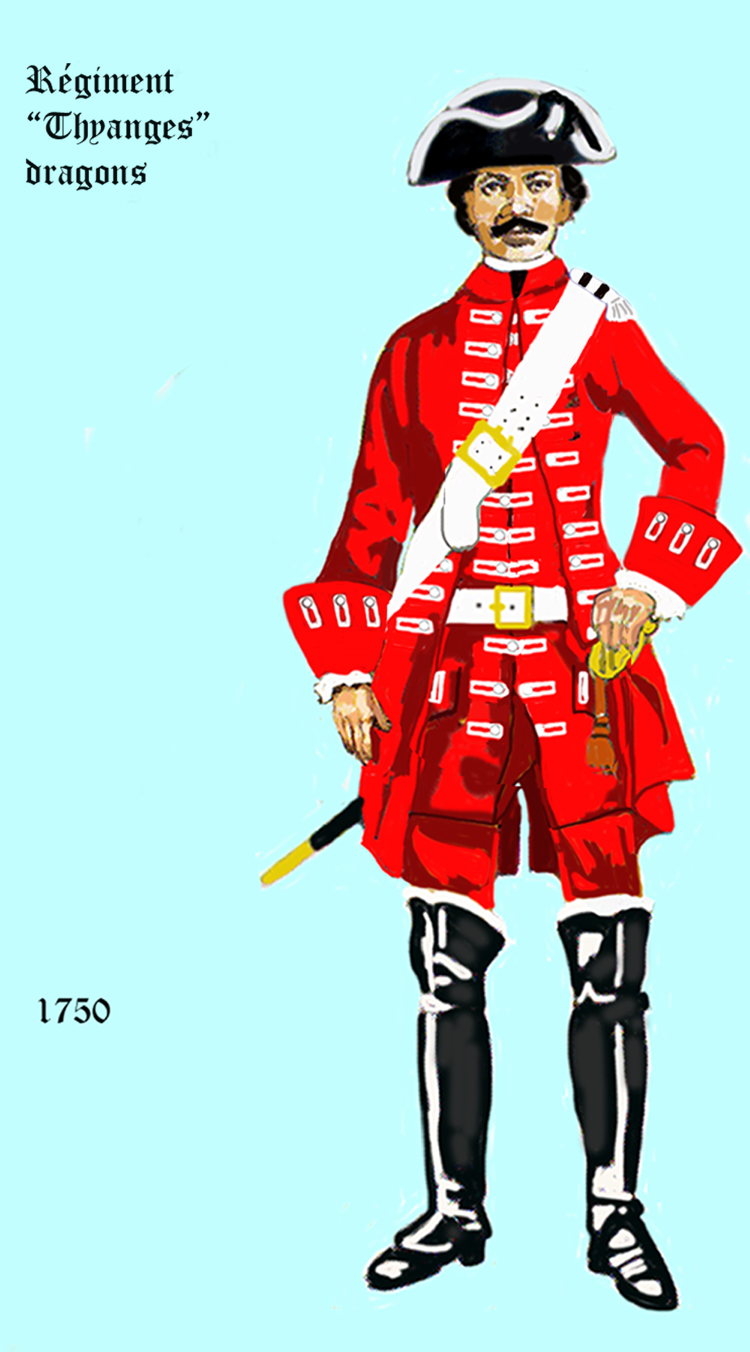
régiment de Thianges dragons de 1750 à 1761
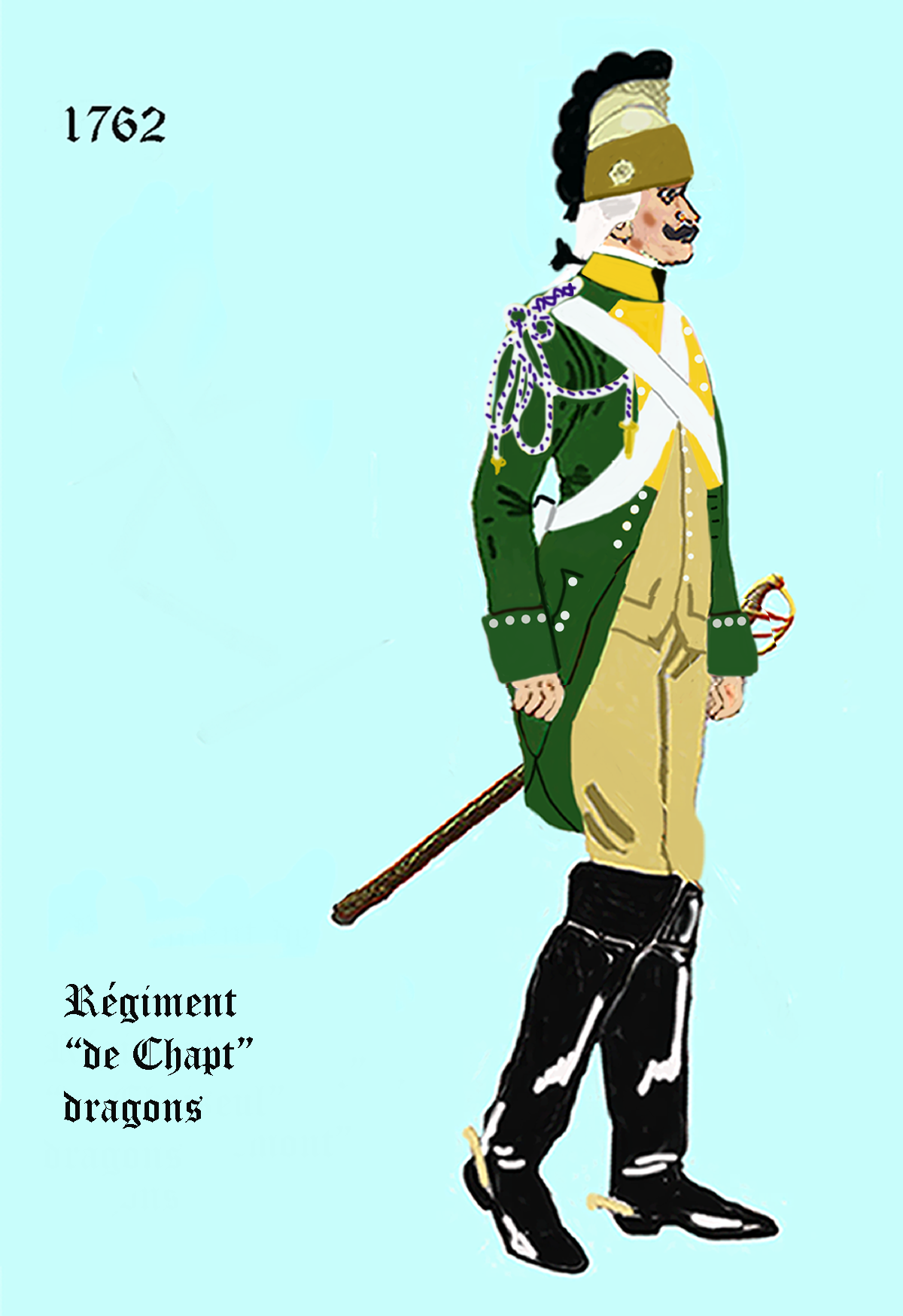
régiment de Chapt dragons de 1762 à 1763

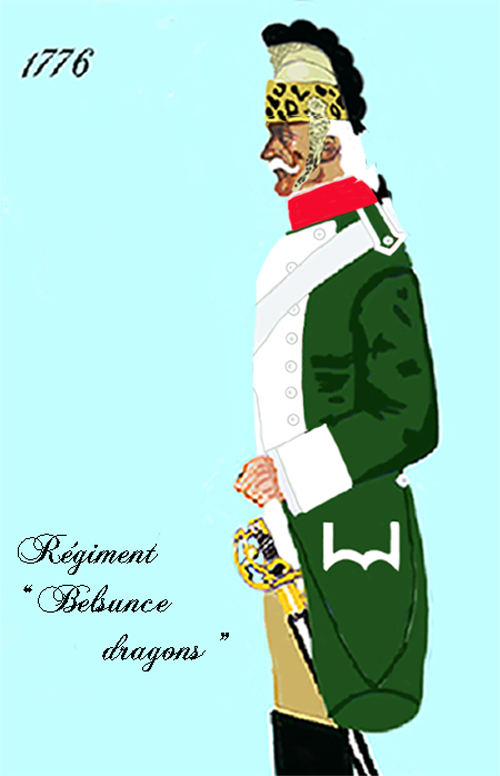
régiment de Belsunce dragons de 1776 à 1779
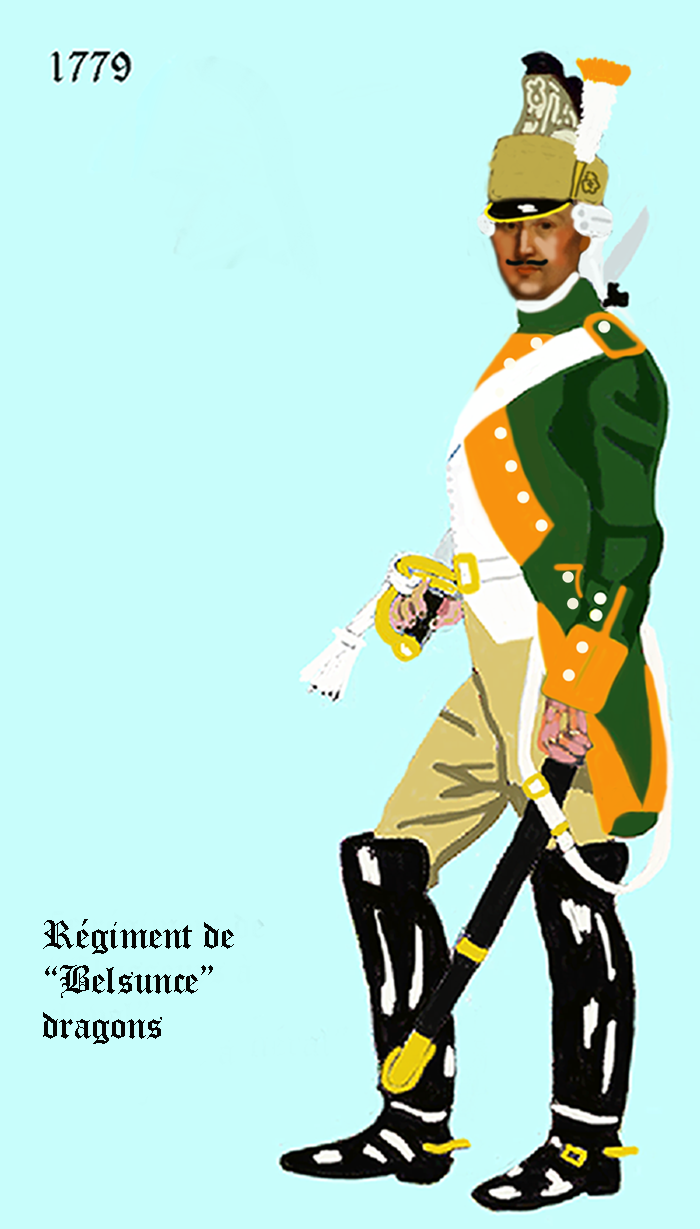
de 1779 à 1786
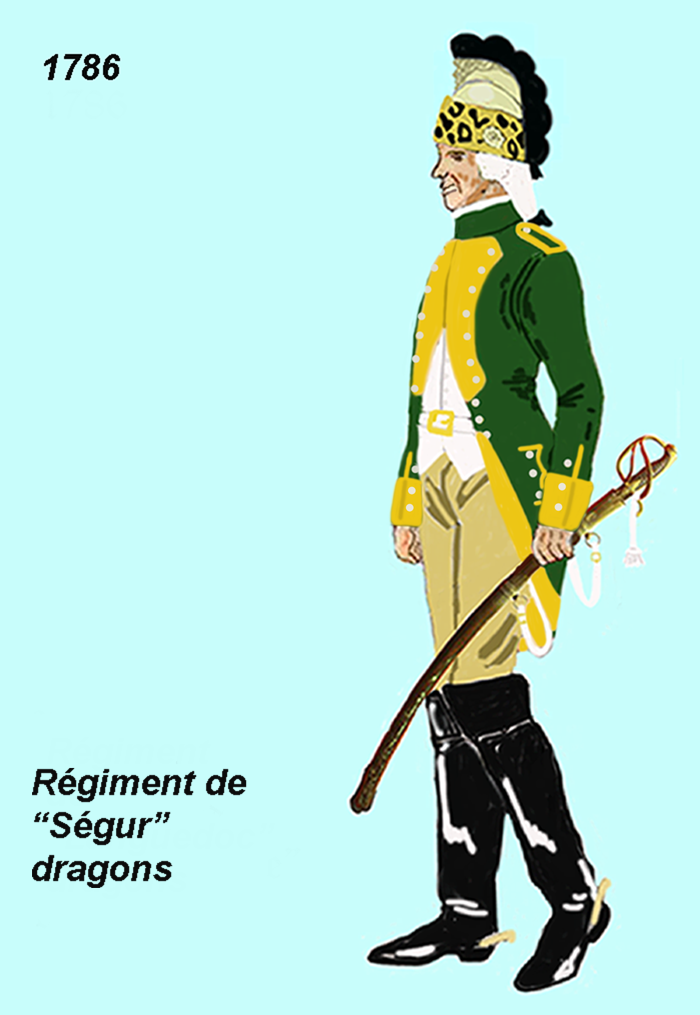
régiment de Ségur dragons de 1786 à 1788

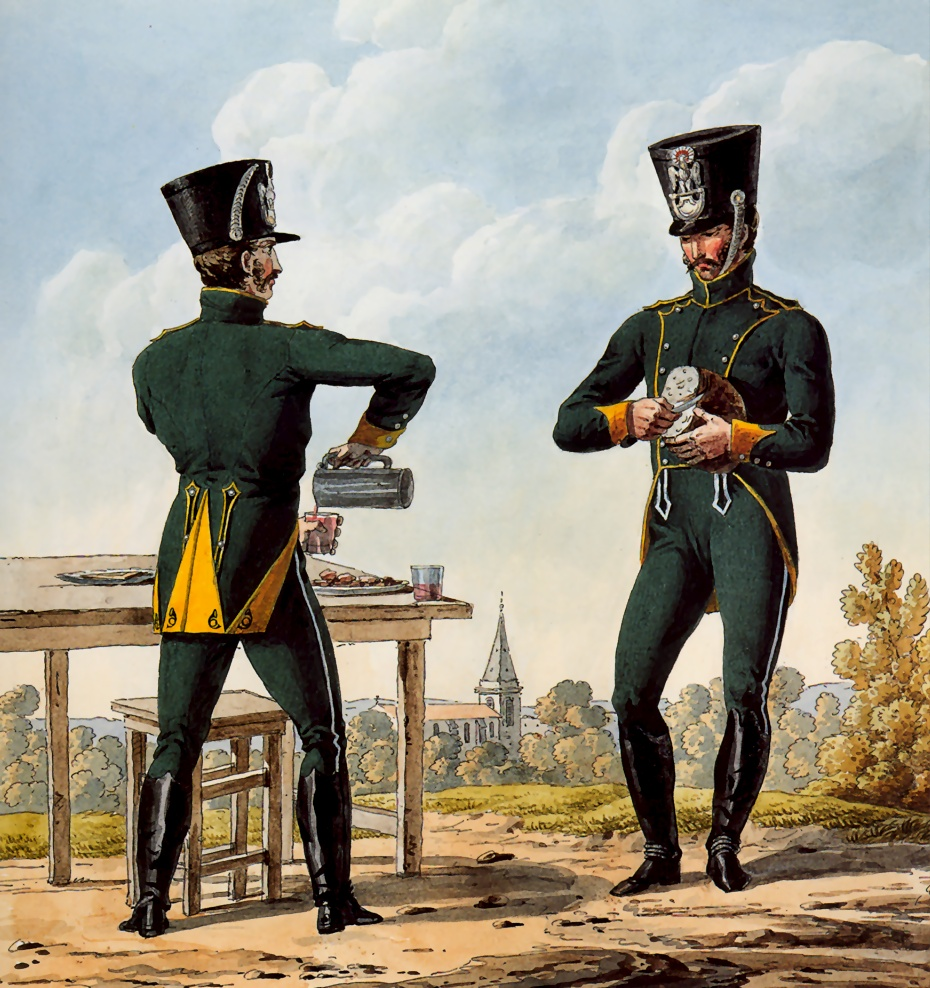
Chasseurs du 5e régiment de chasseurs à cheval de la Grande Armée, illustration de Vernet de la série La grande armée de 1812.

Uniformes de chasseurs à cheval
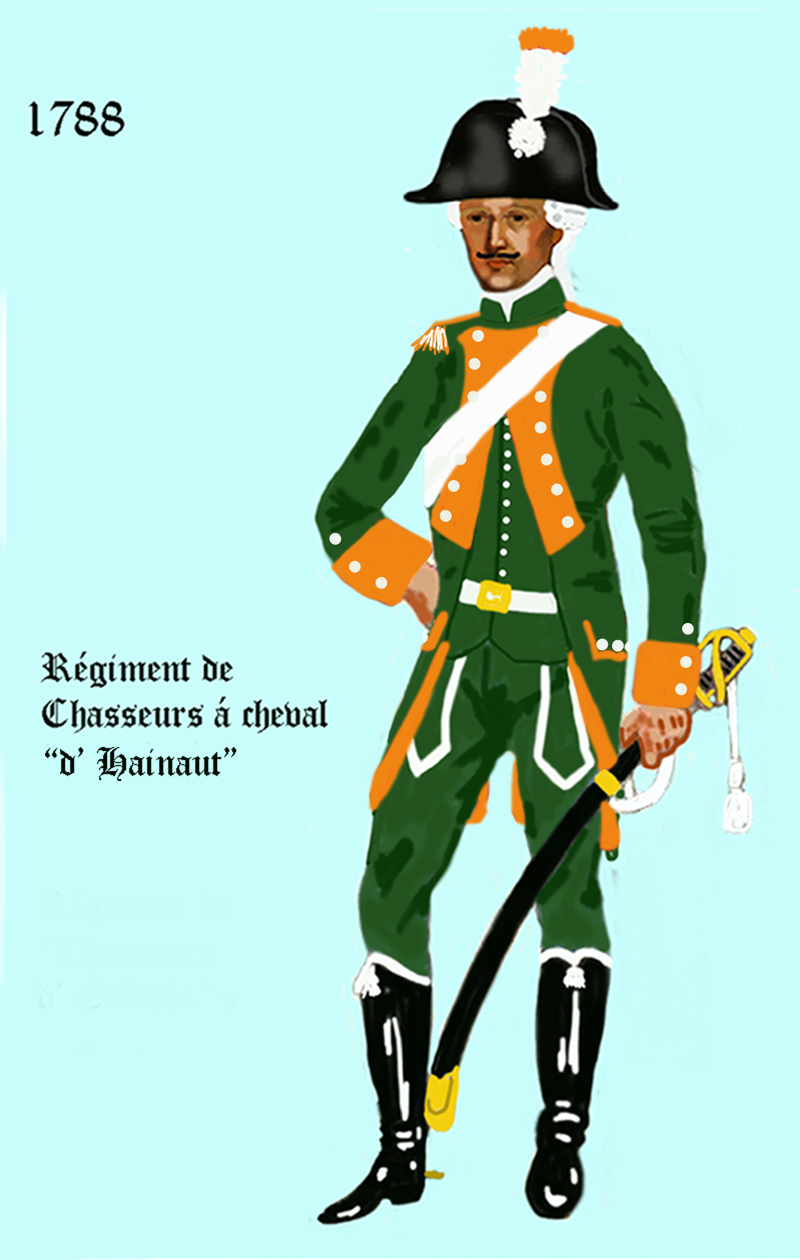
régiment des chasseurs du Hainaut de 1788 à 1789
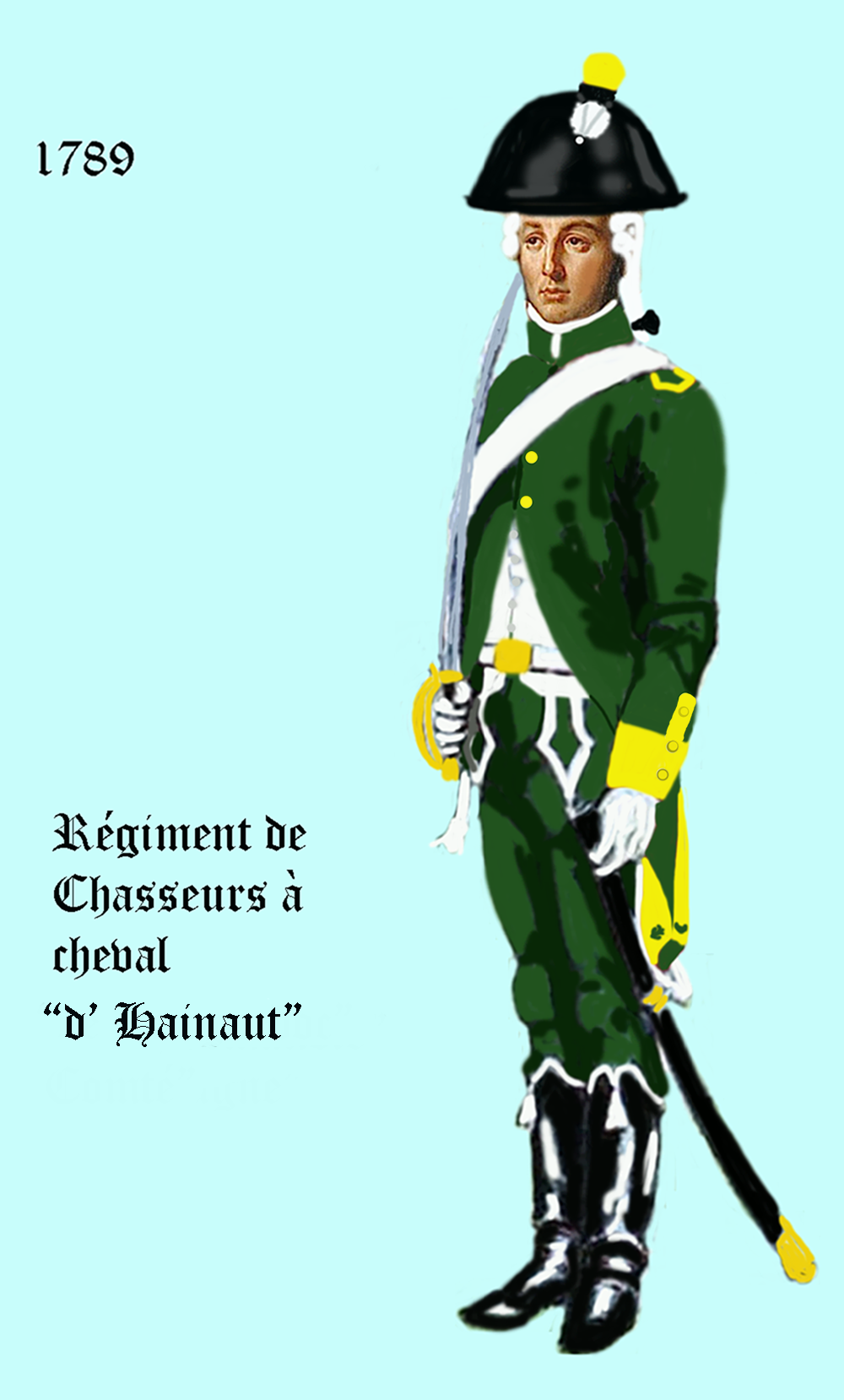
régiment des chasseurs du Hainaut de 1789 à 1791
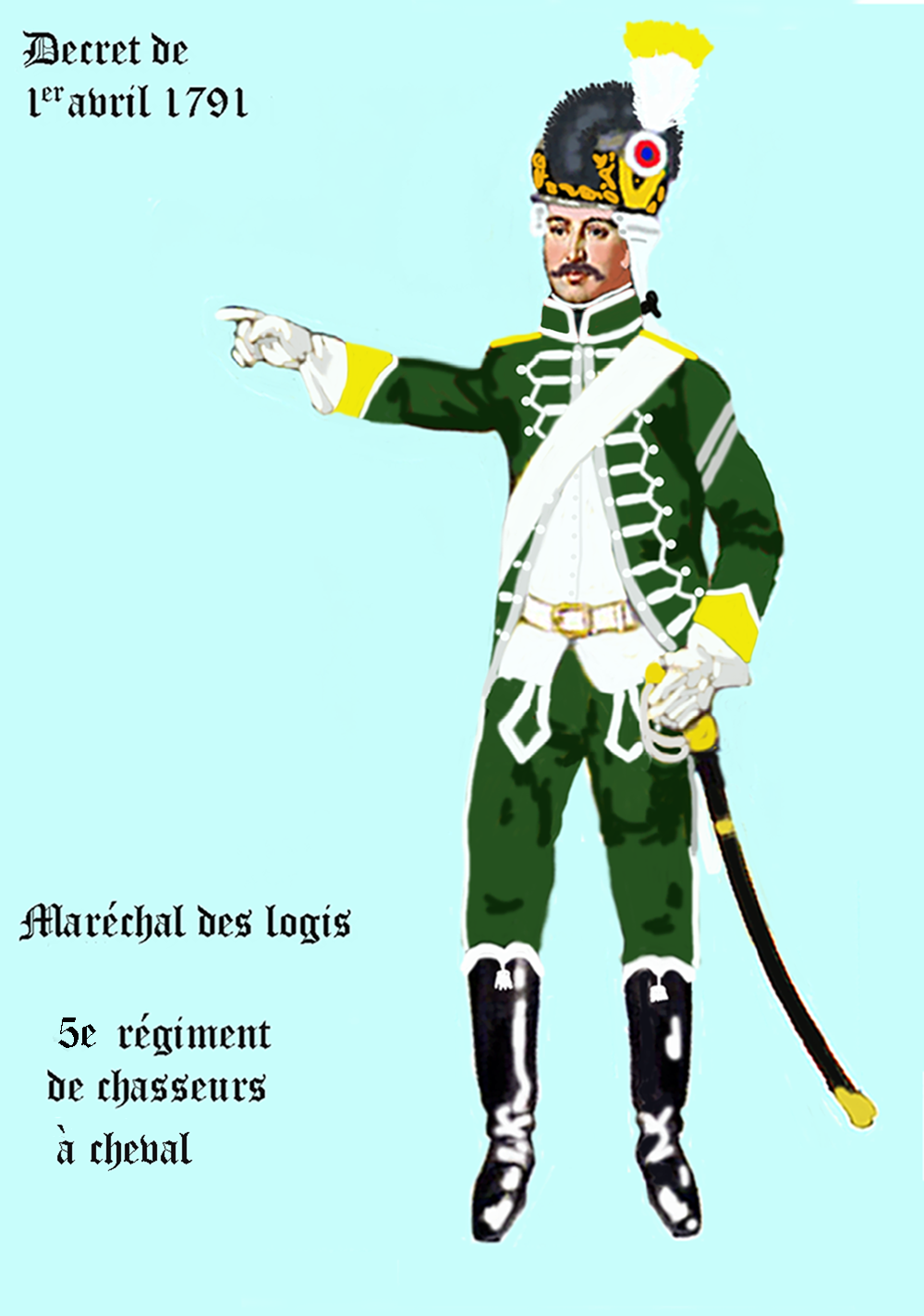
5e régiment de chasseurs à cheval, décret de 1791

## Historique

### Mestres de camp et colonels
- 13 mars 1676 : Audigeau
- 26 avril 1678 : Alexis Bidal, baron d’Asfeld, brigadier de dragons le 14 octobre 1681, maréchal de camp le 24 août 1688, † octobre 1689
- 7 novembre 1689 : Benoît Bidal, chevalier puis baron d’Asfeld, frère du précédent, brigadier de dragons le 15 avril 1691, maréchal de camp le 3 janvier 1696, † 29 avril 1715
- 14 janvier 1696 : Gabriel de Hautefort, chevalier de Montignac, brigadier de dragons le 23 décembre 1702, maréchal de camp le 20 mars 1709, lieutenant général des armées du roi le 8 mars 1718, † 22 février 1743
- 1709 : comte de Sommery
- 3 mai 1731 : Louis Michel de Chamillart, comte de La Suze, brigadier le 1er janvier 1740, déclaré maréchal de camp le 7 juin 1744 par brevet du 2 mai, déclaré lieutenant général en décembre 1748 par pouvoir du 10 mai, † 1774
- 8 juin 1744 : Claude Étienne Bidal, marquis d’Asfeld, déclaré brigadier en novembre 1745 par brevet expédié le 1er mai, déclaré maréchal de camp en janvier 1749 par brevet du 10 mai 1748
- 1er février 1749 : Amable Gaspard, vicomte de Thianges, brigadier le 1er mai 1758, maréchal de camp le 20 février 1761
- 1761 : chevalier de Chapt-Rastignac
- 1764 : marquis de Belsunce
- 1782 : comte de Ségur
- en 1793 : Monard
- 3 vendémiaire an VIII : Corbineau
- 1806 : Pierre Bonnemains, général de brigade le 6 août 1811, lieutenant général le 22 juin 1823, † 9 novembre 1850

### Campagnes et batailles
- 29 juin 1734 : la bataille de San Pietro  - « La Suze dragons »

Le 5e régiment de chasseurs a fait les campagnes de 1792 à 1794 à l’armée du Nord.

Campagnes des ans IV et V à l’armée du Nord ; an VI à l’armée de Batavie ; an VII aux armées de Batavie et du Danube ; ans VIII et IX à l’armée du Rhin.
Le 5e régiment de chasseurs à cheval a fait les campagnes des ans XII et XIII dans le Hanovre ; de l’an XIV à 1807 au 1er corps de cavalerie de réserve de la Grande Armée) ; de 1808 à 1813 à l’armée d’Espagne ; 1814 à l’armée des Pyrénées ; 1815 en France.

### Quartiers
- Douay[1]

## Personnalités ayant servi au régiment
- Pierre Bordier de Beaumont alors cavalier puis cornette dans le régiment de Chapt dragons
- François de Touchebœuf, cornette au régiment d'Asfeld dragons, en 1691.
- Armand Augustin de Touchebœuf, sous-lieutenant au régiment de Belsunce dragons en 1768,